# Carl Leopold von Beust
Carl Leopold Reichsgraf von Beust (* 2. Dezember 1740; † 4. November 1827 in Altenburg) war ein deutscher Politiker und Verwaltungsbeamter aus dem Adelsgeschlecht Beust.

## Familie
Von Beust war der Sohn des Reichsgrafen (die Erhebung in den Reichsgrafenstand war am 4. Januar 1775) Karl Leopold von Beust (* 10. April 1701; † 19. Juli 1778) und dessen zweiter Ehefrau Karoline Dorothea Elisabeth von Rex. Sein älterer Bruder Gottlob von Beust wurde sächsisch-gothaischer wirklicher Geheimrat und Konsistorialpräsident in Altenburg. Leopold von Beust heiratete am 18. Dezember 1771 Freiin Christiane Auguste Amalie von Beust († 10. Oktober 1782). Er starb ohne männliche Nachkommen.
Von Beust wurde königlich polnischer und kursächsischer wirklicher Geheimrat und Kämmerer und Generalsalinendirektor. 1806 trat er in die Dienste des Staates des Fürstprimas und war dort bzw. im Großherzogtum Frankfurt bis 1811 Minister für Finanzen, Domänen und Handel. 1811 folgte ihm Karl Christian Ernst von Bentzel-Sternau als Staatsminister nach. Nach dem Ende der Franzosenzeit wurde er Landschaftsdirektor in Altenburg.